# Mord an Marinus Schöberl
Den Mord an Marinus Schöberl begingen zwei Jugendliche und ein Erwachsener mit rechtsextremem Hintergrund am 13. Juli 2002 in Potzlow, Brandenburg. Das Verbrechen erregte große mediale Aufmerksamkeit. Es entstanden  später auch Theaterproduktionen und Filmdokumentationen.

## Tathergang
Der 16-jährige Marinus Schöberl (* 4. September 1985 in Wolfen) war am Abend der Tatnacht mit den Brüdern Marco und Marcel S. sowie Sebastian F. im Dorf unterwegs. Nach einer ersten Station drang die Gruppe gewaltsam in das Haus dreier Dorfbewohner ein, um dort weiter zu trinken. Die Bewohner leisteten dagegen keinen Widerstand, sondern gingen auf die Veranda.
Nach dem Konsum reichlicher Mengen Alkohol fing Marco S. an zu behaupten, dass Schöberl wegen seiner blondierten Haare und Baggy Pants „wie ein Jude“ aussehe, und forderte ihn auf zu sagen, dass er einer sei. Weil Schöberl das nicht tat, wurde er geschlagen, bis er blutete. Eine 42-jährige Frau, welche dies mitbekam, sagte zu Schöberl, dass er die Frage bejahen solle, damit sie aufhörten. Als er das tat, „ging es richtig los“, er wurde noch mehr gequält, indem sie ihn weiter schlugen, ihm eine Mischung aus Bier und Schnaps einflößten und auf ihn urinierten. Der Staatsanwalt stellte fest, dass die Täter ihr Opfer lange und grausam gequält hatten.

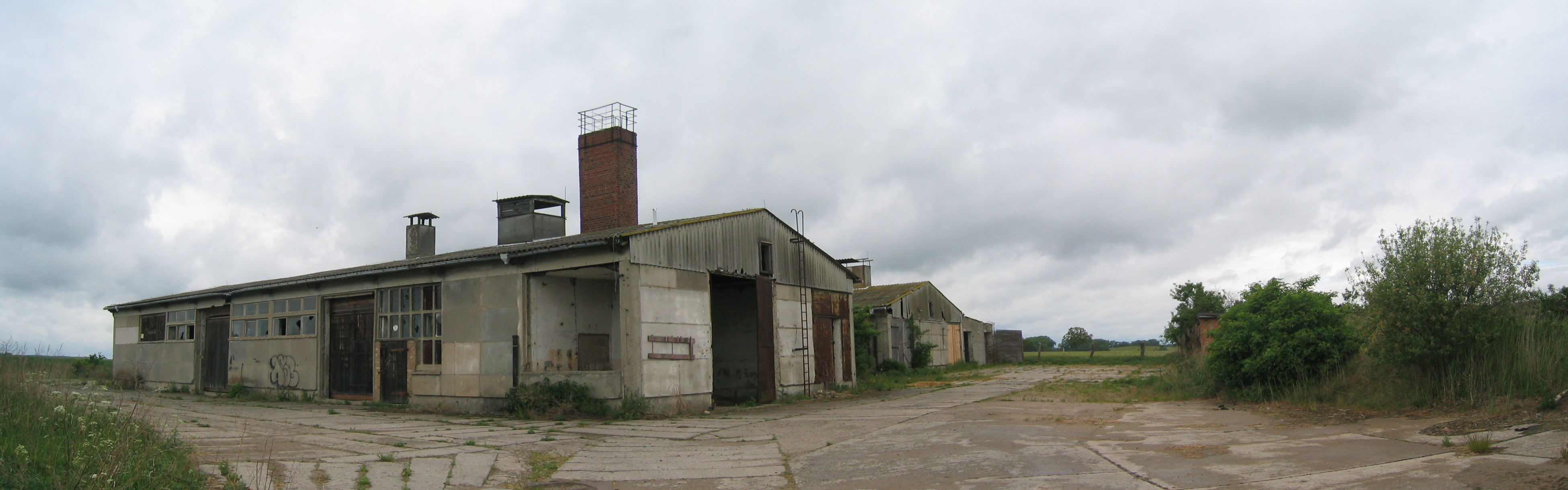
Die alte Schweinemastanlage in Potzlow

Anschließend begaben sie sich in eine ehemalige LPG-Schweinemastanlage, wo sie mit ihm eine Szene aus dem US-Film American History X (1998) imitierten, in welchem eine Person durch einen sogenannten „Bordstein-Kick“ getötet wird. Danach warfen sie Schöberl in die dortige ausgetrocknete Jauchegrube. Ob er zu diesem Zeitpunkt noch lebte, ist unbekannt.
Das Verbrechen wurde aufgeklärt, weil einer der Täter Monate später gegenüber Gleichaltrigen mit der Tat prahlte.

## Urteile
Im Prozess vor dem Landgericht Neuruppin erhielt am 23. Oktober 2003 ein zur Tatzeit minderjähriger Täter zwei Jahre Jugendstrafe und wurde aus der Untersuchungshaft entlassen. Im August 2004 revidierte der Bundesgerichtshof in Leipzig das Urteil. Eine andere Kammer des Landgerichts Neuruppin verhängte danach über den zunächst Entlassenen drei Jahre Jugendstrafe.
Der Haupttäter wurde zu acht Jahren und sechs Monaten Jugendstrafe verurteilt. Sein erwachsener Bruder, bei dem die Reststrafe aus einem früheren Überfall auf einen Afrikaner hinzugezogen wurde, erhielt 15 Jahre Freiheitsstrafe wegen versuchten Mordes. Für beide Verurteilten wirkten sich ihre Alkoholisierung und ein niedriger Intelligenzquotient von etwa 55 strafmildernd aus. In der Presse wurde zudem berichtet, dass Marco S., wie sein Opfer, einen Sprachfehler hat, bereits im Kindergarten gemobbt worden sei und nur über den Abschluss der siebten Sonderschulklasse verfügt.
Im Oktober 2010 wurde der Haupttäter Marcel S. nach acht Jahren Haft entlassen und die Reststrafe zur Bewährung ausgesetzt.

## Erinnerung

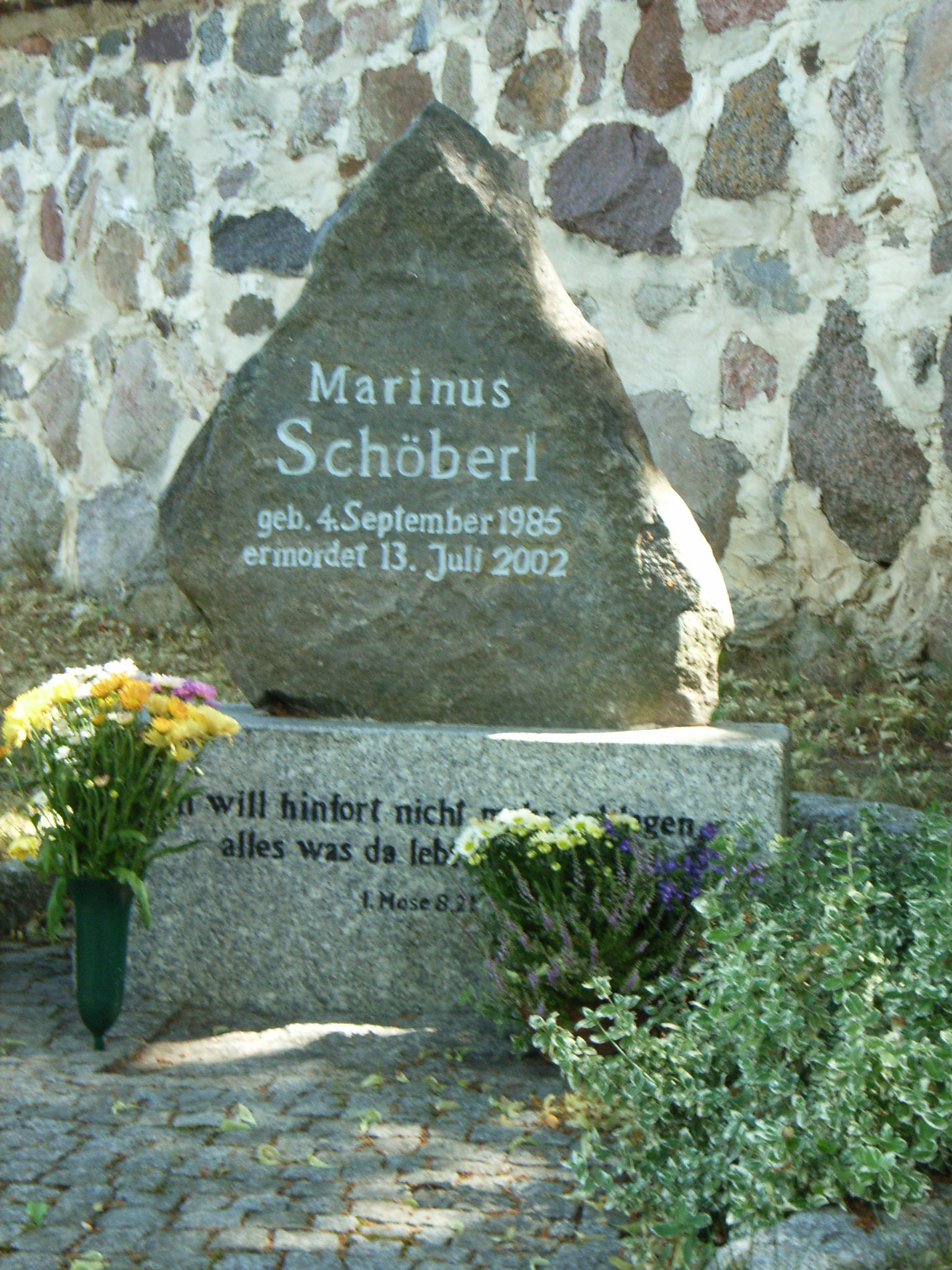
Gedenkstein für Marinus Schöberl vor der Potzlower Kirche

Die Gemeinde stellte auf Initiative des Pfarrers Johannes Reimer vor der Kirche von Potzlow einen Gedenkstein für Marinus Schöberl auf, der von Berliner Bürgern gespendet worden war.

## Rezeption

### Theater und Hörspiel
Die Geschehnisse wurden 2005 von Andres Veiel in dem Theaterstück Der Kick des Berliner Maxim-Gorki-Theaters in einer Koproduktion mit dem Theater Basel szenisch dargestellt. Der gleichnamige Film kam im September 2006 in die Kinos. Es entstand auch ein Hörspiel. 2007 erweiterte Veiel sein Dokumentar-Theaterstück zu dem Buch Der Kick. Ein Lehrstück über Gewalt.
Der in Berlin lebende Südtiroler Autor Toni Bernhart thematisierte den Fall ebenfalls künstlerisch. Sein Theaterstück Martinisommer wurde 2006 im Rahmen des dritten Tiroler Dramatikerfestivals im Westbahntheater, Innsbruck, in Kooperation mit dem Theater in der Altstadt, Meran, uraufgeführt (Regie: Torsten Schilling). Toni Bernhart hatte Martinisommer während der Werkstatttage 2003 am Wiener Burgtheater entwickelt. Martinisommer wurde vom ORF (Ö1) als Hörspiel produziert (Regie: Harald Krewer). Diese Hörspielproduktion lief 2006 auch als Live-Hörspiel im Wiener Burgtheater (Kasino).

### Filme
- Zur falschen Zeit am falschen Ort; Dokumentation, 2005, 60 Min., Buch und Regie: Tamara Milosevic, Erstausstrahlung: SWR, 27. April 2006.[12]
- Potzlow – Geschichte X, Filmdokumentation von Jörg Jeshel und Brigitte Kramer über die Entstehung des Stücks Der Kick und die Hintergründe der Tat, 3sat, 2005
- Der Kick, filmische Adaption des Theaterstücks; Regie: Andres Veiel, 2006
- Nach Wriezen, Dokumentarfilm, 2012, 87 Min., Buch und Regie: Daniel Abma, Premiere: DOK Leipzig 2012, Erstausstrahlung: RBB, 11. November 2014.[13] Der Film zeigt u. a., wie Daniel Abna den Haupttäter Marcel S. nach seiner Entlassung aus der Justizvollzugsanstalt Wriezen drei Jahre lang begleitet. - (online)